# SMS V 74
V 74 – niemiecki niszczyciel z okresu I wojny światowej. Ósma jednostka typu V 67. Okręt wyposażony w trzy kotły parowe opalane ropą. Zapas paliwa 306 ton. Zatopiony 3 października 1918 roku podczas niemieckiego odwrotu z Belgii.